# مارک فیشر (معمار)
مارک فیشر (به انگلیسی: Mark Fisher)، دارای نشان امپراتوری بریتانیا، نشان سلطنتی ویکتوریایی (۲۰ آوریل ۱۹۴۷–۲۵ ژوئن ۲۰۱۳) یک معمار بریتانیایی بود که به دلیل طراحی صحنه کنسرت‌های موسیقی راک شناخته شده‌است. وی در واریک‌شر انگلیس متولد شد.
فیشر در سال ۱۹۷۱ از مدرسه معماری انجمن معماری در لندن فارغ‌التحصیل شد. وی از ۱۹۷۳ تا ۱۹۷۷ استاد مدرسه معماری انجمن معماری بود. در سال ۱۹۸۴ وی به شکل مشارکتی پارک فیشر را با پارک جاناتان تأسیس کرد. این مشارکت در سال ۱۹۹۴ منحل شد و وی استافیش، استودیوی مارک فیشر را تأسیس کرد.
نکته مهم این است که نباید او را با «مارک فیشر» تئوریسین انگلیسی و «مارک فیشر» نویسنده کانادایی کتاب‌های موفقیت اشتباه گرفت.